# Теодор Новгородски
Блажени Теодор Христа ради јуродиви Новгородски. Пред смрт трчао улицама и викао свима и свакоме: "Проштавајте, путујем далеко!". Умро је 1392. године. 
Српска православна црква слави га 19 јануара по црквеном, а 1. фебруара по грегоријанском календару.
Велики део овог текста је преузет из охридског пролога светог владике Николаја Велимировића. Он не подлеже ауторским правима